# Ondřej z Lary
Ondřej z Lary byl chilský řeholník Řádu mercedariánských rytířů.
Pobýval v klášteře svatého Jakuba. Ve jménu Panny Marie opakovaně velel moři a nechal ustoupit vítr. Zemřel v klášteře a byl pohřben v kostele u kláštera.
Jeho svátek je připomínán 19. února.